# سوقورو إيتو
سوقورو إيتو (باليابانية: 伊藤 卓) (7 سبتمبر 1975 في أكيتا في اليابان – )؛ هو لاعب كرة قدم ياباني سابق كان يلعب كلاعب وسط.

## وصلات خارجية
- سوقورو إيتو على موقع الاتحاد الدولي (مؤرشف)  (الإنجليزية)
- سوقورو إيتو على موقع رابطة كرة القدم اليابانية للمحترفين (اليابانية)
- سوقورو إيتو على موقع عالم كرة القدم.نت (الإنجليزية)